# Cabinet Wulff II
Land de Basse-Saxe
Wulff I McAllister
Le cabinet Wulff II (en allemand : Kabinett Wulff II) est le gouvernement du Land de Basse-Saxe entre le 26 février 2008 et le 30 juin 2010, durant la seizième législature du Landtag.

## Coalition et historique
Dirigé par le ministre-président chrétien-démocrate sortant Christian Wulff, il est constitué et soutenu par une « coalition noire-jaune » entre l'Union chrétienne-démocrate d'Allemagne (CDU) et le Parti libéral-démocrate (FDP). Ensemble, ils disposent de 81 députés sur 152, soit 53,3 % des sièges du Landtag.
Il est formé à la suite des élections législatives régionales du 27 janvier 2008 et succède au cabinet Wulff I, constitué et soutenu par une coalition identique. Au cours de ce scrutin, la CDU a perdu près de six points, mais la stabilité du FDP a permis à la majorité sortante d'être reconduite, avec une assiste parlementaire amoindrie.
Le 30 juin 2010, Wulff démissionne en vue de se faire élire président fédéral. Le président du groupe parlementaire chrétien-démocrate David McAllister prend alors sa suite et constitue son propre gouvernement, toujours en coalition avec les libéraux.

## Composition

### Initiale (26 février 2008)
- Les nouveaux ministres sont indiqués en gras, ceux ayant changé d'attributions en italique.

| Fonction | Titulaire | Titulaire                                                                      | Parti |
| --- | --------- | ------------------------------------------------------------------------------ | ----- |
| Ministre-président                                                                                            |           | Christian Wulff                                                                | CDU   |
| Vice-ministre-président Ministre de l'Économie, du Travail et des Transports                                  |           | Walter Hirche jusqu'au 18/02/2009 Philipp Rösler jusqu'au 28/10/2009 Jörg Bode | FDP   |
| Ministre de l'Intérieur, des Sports et de l'Intégration                                                       |           | Uwe Schünemann                                                                 | CDU   |
| Ministre de l'Alimentation, de l'Agriculture, de la Protection des consommateurs et du Développement régional |           | Hans-Heinrich Ehlen                                                            | CDU   |
| Ministre des Finances                                                                                         |           | Hartmut Möllring                                                               | CDU   |
| Ministre de la Justice                                                                                        |           | Bernd Busemann                                                                 | CDU   |
| Ministre de l'Éducation                                                                                       |           | Elisabeth Heister-Neumann                                                      | CDU   |
| Ministre de la Science et de la Culture                                                                       |           | Lutz Stratmann                                                                 | CDU   |
| Ministre de l'Environnement et de la Protection du climat                                                     |           | Hans-Heinrich Sander                                                           | FDP   |
| Ministre des Affaires sociales, des Femmes, de la Famille et de la Santé                                      |           | Mechthild Ross-Luttmann                                                        | CDU   |

### Remaniement du 27 avril 2010
- Les nouveaux ministres sont indiqués en gras, ceux ayant changé d'attributions en italique.

| Fonction | Titulaire | Titulaire            | Parti |
| --- | --------- | -------------------- | ----- |
| Ministre-président                                                                                            |           | Christian Wulff      | CDU   |
| Vice-ministre-président Ministre de l'Économie, du Travail et des Transports                                  |           | Jörg Bode            | FDP   |
| Ministre de l'Intérieur, des Sports et de l'Intégration                                                       |           | Uwe Schünemann       | CDU   |
| Ministre de l'Alimentation, de l'Agriculture, de la Protection des consommateurs et du Développement régional |           | Astrid Grotelüschen  | CDU   |
| Ministre des Finances                                                                                         |           | Hartmut Möllring     | CDU   |
| Ministre de la Justice                                                                                        |           | Bernd Busemann       | CDU   |
| Ministre de l'Éducation                                                                                       |           | Bernd Althusmann     | CDU   |
| Ministre de la Science et de la Culture                                                                       |           | Johanna Wanka        | CDU   |
| Ministre de l'Environnement et de la Protection du climat                                                     |           | Hans-Heinrich Sander | FDP   |
| Ministre des Affaires sociales, des Femmes, de la Famille et de la Santé                                      |           | Aygül Özkan          | CDU   |